# Glycoldistearaat
Glycoldistearaat of ethyleenglycoldistearaat is de di-ester van ethyleenglycol en stearinezuur. Het is een witte kristallijne stof die dunne, transparante plaatvormige kristallen vormt die, wanneer ze in een vloeistof gesuspendeerd zijn, invallend licht op een complexe manier reflecteren en een parelend effect veroorzaken.
Glycoldistearaat is geen gevaarlijke stof volgens de Europese regelgeving.

## Toepassing
Deze verbinding wordt gebruikt in cosmetica en verzorgingsproducten. Het is een opacifier die helpt om vloeibare zepen, lotions, shampoos, hairconditioners, badschuim en dergelijke producten ondoorschijnend te maken, te verdikken tot een crème-achtige vloeistof, en er een parelglans aan te verlenen. Het wordt meestal gebruikt in combinatie met glycolstearaat (ethyleenglycolmonostearaat).